# 何金良
何金良（1966年1月—），清华大学电机工程与应用电子技术系教授，主要从事电磁暂态及防护、智能材料及装备等方面的研究工作。入选中华人民共和国教育部2009年度"长江学者"特聘教授。曾就读于重庆大学、清华大学。